# Bully (Senna Marittima)
Bully è un comune francese di 902 abitanti situato nel dipartimento della Senna Marittima nella regione della Normandia.

## Società

### Evoluzione demografica
Abitanti censiti